# Max Seligsohn
Max Seligsohn, né le 13 avril 1865 dans l'Empire russe et mort le 11 avril 1923 à Manhattan (New York), est un orientaliste russe et américain.

## Biographie
Après avoir achevé ses études rabbiniques à Sloutsk (Gouvernement de Minsk), il se rend à New York en 1888, où il étude les langues modernes jusqu'en 1894. Il s'installe à Paris en 1894 pour étudier les langues orientales, en particulier sémitiques. Il est diplômé de l'École des Langues Orientales en 1897 et de l'École des hautes études en 1900.
En 1898, l'Alliance israélite universelle l'envoie en Abyssinie se renseigner sur les conditions de vie des Falashas, mais il ne peut dépasser Le Caire; il y enseigne pendant 18 mois. De retour à Paris, il est invité en 1902 à rejoindre New York pour devenir membre du comité d'édition de la Jewish Encyclopedia.

## Contributions littéraires
- T̩arafa ibn al-ʿAbd, Yusuf ibn Sulayman al- Aʿlam al-Šantamarī (commentaire), Max Seligsohn (trad.  de l'arabe au français, intr., notes, éditeur scientifique), Dîwân de Ṭarafa Ibn Al-ʿAbd Al-Bakrî, Paris, E. Bouillon, coll. « Bibliothèque de l'École des hautes études. Sciences historiques et philologiques », 1901, 1 vol., 160 p. (BNF 37463703).
- Elkan Nathan Adler, Max Seligsohn, Une nouvelle chronique samaritaine, Paris, Librairie Durlacher, 1903, extrait de la Revue des études juives, 1 vol., 116 p. (BNF 31701047).
- Traduction de l'arabe, préface et notes de Kitab al-Raml, une œuvre arabe traitant de la géomancie.
- Contribution à la Jewish Quarterly Review et la Revue des études juives, principalement sur la littérature judéo-persanne.